# Allium geyeri
Allium geyeri är en amaryllisväxtart som beskrevs av Sereno Watson. Allium geyeri ingår i släktet lökar, och familjen amaryllisväxter.

## Underarter
Arten delas in i följande underarter:
- A. g. chatterleyi
- A. g. geyeri
- A. g. tenerum

## Bildgalleri

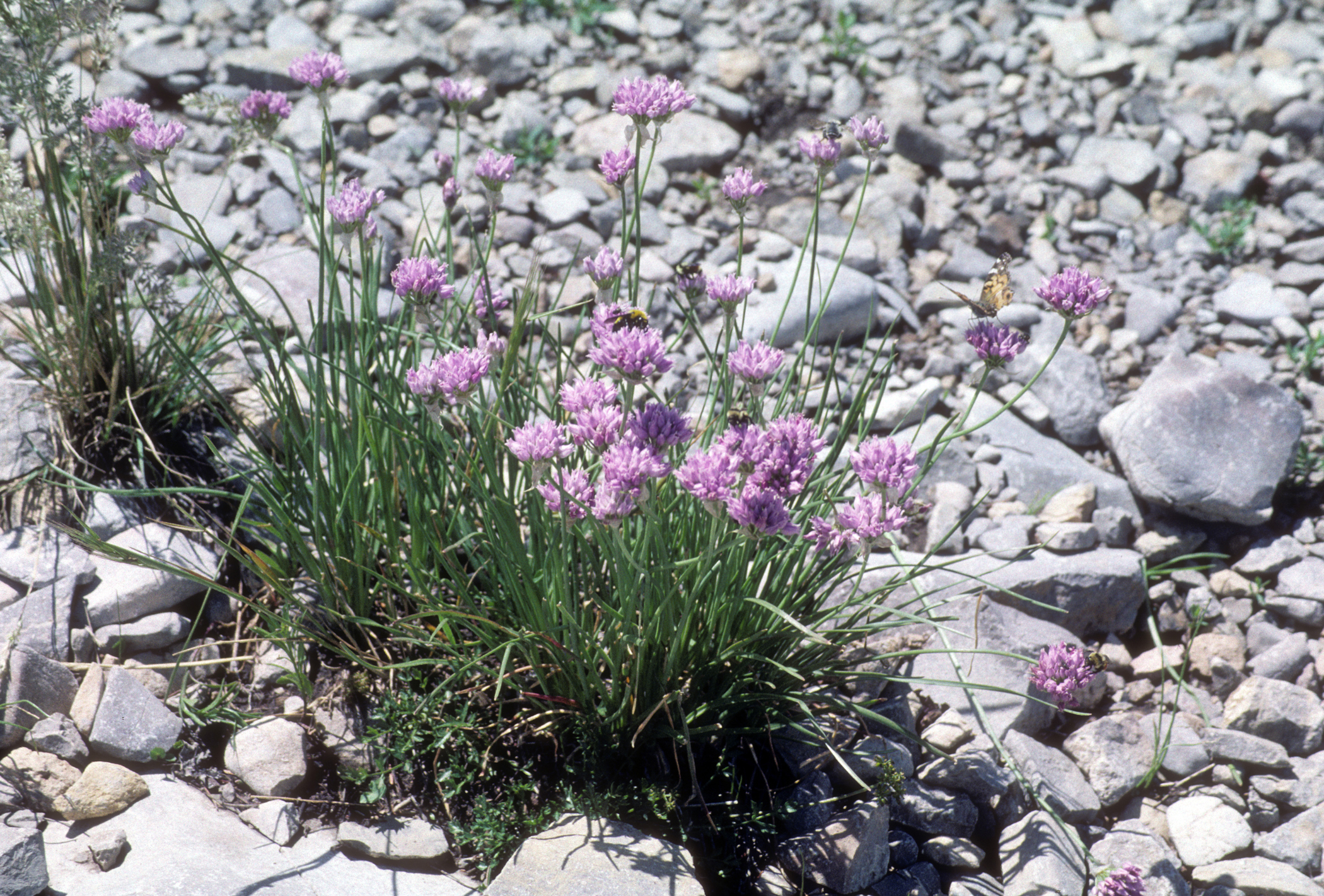